# 小调 (中国音乐)
小调，又叫“小曲”或“小令”，是中国传统音乐范畴中民歌的一个分类，多在城镇中流传发展起来的一种小型民歌。

## 特征
相对于民歌的其他类型（号子、山歌），小调的形式相对更规整、结构更匀称、曲调更婉转流畅、感情更细致曲折，亦称“里巷之曲”。
主要在人们生活的闲暇和风俗性的节日、集会时演唱。演唱者除了一般的群众歌手外，另有职业和半职业的民间艺人歌手。半职业艺人日常仍从事农业或手工业劳动，有风俗性集会或娱乐活动时，则从事商业性表演。

## 分类
小调可分为吟唱调、谣曲和时调三类。

### 吟唱调
吟唱调是小调中实用性较强的种类，一般因为日常生产生活中基于某种实际需要而歌唱，包括儿歌、摇篮曲、叫卖调、风俗仪式（如婚嫁歌、丧歌、祭祀歌等）中的吟唱调等。吟唱调的音乐以吟诵性为主，旋律接近自然语言，结构相对简单，完整性和独立性略差。

### 谣曲
谣曲是人们在日常生活中经常哼唱的小调民歌，一般篇幅不大，但乐段结构完整，节拍比较规范，没有吟唱调那样强的实用性功能，但与人们的日常生活结合的非常密切，其艺术形式发展比吟唱调成熟。谣曲包括诉苦歌、情歌、生活歌和嬉游歌等类型。

### 时调
时调是小调类民歌中艺术形式上最为规范和成熟的一类，结构严谨规整，节奏和音调富于变化，非常讲究润腔方式，演唱时一般都有丝竹乐伴奏。这些小调不仅由一般群众在休息、娱乐时传唱，而且还常常有职业或半职业的艺人在人群聚集处演唱以换取报酬。部分作品还会因取悦听众而包含低俗的内容。时调的内容相当广泛，除了一般的生活感受外，还涉及历史人物事件、民间传说、戏曲、说唱等题材。

## 典型作品
全国各地都有流传的《孟姜女》，流传于山陕北部的《走西口》、《绣荷包》、《走绛州》（又称《一根扁担》），各地流传以河北、江苏为典型的《茉莉花》，江苏民歌《拔根芦柴花》，苏州民歌《姑苏风光》，扬州民歌《杨柳青》，四川民歌《采花》、《猜花》、《对花》，河北儿歌《小白菜》，福州儿歌《后奶歌》等。